# Tournefortia filiflora
Tournefortia filiflora är en strävbladig växtart som beskrevs av August Heinrich Rudolf Grisebach. Tournefortia filiflora ingår i släktet Tournefortia och familjen strävbladiga växter. Inga underarter finns listade i Catalogue of Life.